# Dynatozetes obesus
Dynatozetes obesus är en kvalsterart som beskrevs av Grandjean 1960. Dynatozetes obesus ingår i släktet Dynatozetes och familjen Mochlozetidae. Inga underarter finns listade i Catalogue of Life.